# Carlos Oyarzún
Carlos Iván Oyarzún Guiñez (San Bernardo, 26 oktober 1981) is een Chileens wielrenner die sinds 2021 rijdt voor Aviludo-Louletano-Loulé Concelho.

## Carrière
In 2010 won hij de wegwedstrijd op het Pan-Amerikaans kampioenschap bij de elite. In 2015 won de Chileen bij de Pan-Amerikaanse spelen de gouden medaille op de tijdrit. Van 15 juli 2015 tot 17 juli 2019 werd Oyarzun geschorst wegens dopinggebruik.

## Belangrijkste overwinningen
2008
1e etappe Ronde van Belize
Eindklassement Ronde van Belize
2010
 Pan-Amerikaans kampioen op de weg, Elite
1e etappe Circuito Montañés
2012
 Chileens kampioen op de weg, Elite
 Chileens kampioen tijdrijden, Elite
2013
 Pan-Amerikaans kampioen tijdrijden, Elite
2015
9e etappe Ronde van Uruguay (individuele tijdrit)
Eindklassement Ronde van Uruguay
2e etappe Ronde van Rio Grande do Sul
 Pan-Amerikaans kampioen tijdrijden, Elite

## Resultaten in voornaamste wedstrijden
| Jaar | Ronde van Italië | Ronde van Frankrijk | Ronde van Spanje |
| ---- | ---------------- | ------------------- | ---------------- |
| 2009 |                  |                     |                  |
| 2010 |                  |                     |                  |
| 2011 | 112e             |                     |                  |
| 2012 |                  |                     |                  |
| 2013 |                  |                     |                  |
| 2014 |                  |                     |                  |
| 2015 |                  |                     |                  |
| 2016 |                  |                     |                  |
| 2017 |                  |                     |                  |
| 2018 |                  |                     |                  |
| 2019 |                  |                     |                  |
| 2020 |                  |                     |                  |
| 2021 |                  |                     |                  |
| 2022 |                  |                     |                  |
| 2023 |                  |                     |                  |
| 2024 |                  |                     |                  |

| Jaar | Ronde van Vlaanderen | Parijs-Roubaix |  | WK op de weg |
| ---- | -------------------- | -------------- |  | ------------ |
| 2009 |                      |                |  | opgave       |
| 2010 |                      |                |  | opgave       |
| 2011 | 117e                 | opgave         |  | 146e         |
| 2012 |                      |                |  | 92e          |
| 2013 |                      |                |  |              |
| 2014 |                      |                |  |              |
| 2015 |                      |                |  |              |
| 2016 |                      |                |  |              |
| 2017 |                      |                |  |              |
| 2018 |                      |                |  |              |
| 2019 |                      |                |  |              |
| 2020 |                      |                |  |              |
| 2021 |                      |                |  |              |
| 2022 |                      |                |  |              |
| 2023 |                      |                |  |              |
| 2024 |                      |                |  | opgave       |

## Ploegen
- 2008 –  Tecos de la Universidad Autonoma de Guadalajara
- 2011 –  Movistar Team
- 2013 –  Louletano-Dunas Douradas
- 2014 –  Efapel-Glassdrive
- 2015 –  Keith Mobel-Partizan
- 2020 –  BAI-Sicasal-Petro de Luanda
- 2021 –  Louletano-Loulé Concelho
- 2022 –  Aviludo-Louletano-Loulé Concelho
- 2023 –  Aviludo-Louletano-Loulé Concelho
- 2024 –  Aviludo-Louletano-Loulé Concelho
- 2025 –  Aviludo-Louletano-Loulé

Amador · 
Arroyo · 
Bruseghin ·  
Costa · 
Erviti · 
García · 
Gutiérrez · 
Herrada ·  
Intxausti · 
Iriarte · 
Kiryjenka · 
Konovalovas ·
Lastras · 
López · 
Madrazo · 
Oyarzún · 
Pardilla · 
Pasamontes · 
Pérez ·
Plaza · 
Rojas · 
Samojlaw · 
Sanz · 
Soler · 
Tondó (tot 23/05) ·  
Ventoso